# Szingapúr az 1992. évi nyári olimpiai játékokon
Szingapúr a spanyolországi Barcelonában megrendezett 1992. évi nyári olimpiai játékok egyik részt vevő nemzete volt. Az országot az olimpián 6 sportágban 14 sportoló képviselte, akik érmet nem szereztek.

## Cselgáncs
Férfi
| Versenyző   | Versenyszám | Selejtező                            | Nyolcaddöntő      | Negyeddöntő       | Elődöntő          | Vigaszág nyolcaddöntő | Vigaszág negyeddöntő | Vigaszág elődöntő | Bronz- mérkőzés   | Döntő             | Helyezés |
| Versenyző   | Versenyszám | Ellenfél Eredmény                    | Ellenfél Eredmény | Ellenfél Eredmény | Ellenfél Eredmény | Ellenfél Eredmény     | Ellenfél Eredmény    | Ellenfél Eredmény | Ellenfél Eredmény | Ellenfél Eredmény | Helyezés |
| ----------- | ----------- | ------------------------------------ | ----------------- | ----------------- | ----------------- | --------------------- | -------------------- | ----------------- | ----------------- | ----------------- | -------- |
| Ho Yen Chye | Nehézsúly   | Stefano Venturelli (ITA) · 0000-1000 | kiesett           | kiesett           | kiesett           |                       |                      |                   |                   |                   | 21.      |

## Sportlövészet
Nyílt
| Versenyző      | Versenyszám | Selejtező | Selejtező | Elődöntő | Elődöntő | Döntő   | Döntő    |
| Versenyző      | Versenyszám | Pont      | Helyezés  | Pont     | Helyezés | Pont    | Helyezés |
| -------------- | ----------- | --------- | --------- | -------- | -------- | ------- | -------- |
| Ch`ng Seng Mok | Trap        | 134       | 48.       | kiesett  | kiesett  | kiesett | kiesett  |

## Tollaslabda
| Versenyző                      | Versenyszám | Selejtező                          | 32-es főtábla                                           | Nyolcaddöntő      | Negyeddöntő       | Elődöntő          | Döntő             | Helyezés |
| Versenyző                      | Versenyszám | Ellenfél Eredmény                  | Ellenfél Eredmény                                       | Ellenfél Eredmény | Ellenfél Eredmény | Ellenfél Eredmény | Ellenfél Eredmény | Helyezés |
| ------------------------------ | ----------- | ---------------------------------- | ------------------------------------------------------- | ----------------- | ----------------- | ----------------- | ----------------- | -------- |
| Abdul Hamid Khan               | Férfi egyes | Pedro Vanneste (BEL) · 15-11, 15-3 | Chan Kín-ngaj (Chan Kin Ngai) (HKG) · 13-18, 3-15       | kiesett           | kiesett           | kiesett           | kiesett           | 17.      |
| Leng Kang Koh                  | Férfi egyes | Alan Budikusuma (INA) · 2-15, 2-15 | kiesett                                                 | kiesett           | kiesett           | kiesett           | kiesett           | 33.      |
| Zarinah Abdullah               | Női egyes   | Wioletta Wilk (POL) · 11-5, 11-3   | Mizui Hiszako (JPN) · 5-11, 4-11                        | kiesett           | kiesett           | kiesett           | kiesett           | 17.      |
| Abdul Hamid Khan Leng Kang Koh | Férfi páros |                                    | Dánia (DEN) · Jan Paulsen · Henrik Svarrer · 1-15, 5-15 | kiesett           | kiesett           | kiesett           | kiesett           | 17.      |

## Úszás
Férfi
| Versenyző   | Versenyszám    | Előfutam | Előfutam | Előfutam | Döntő   | Döntő   | Döntő   | Helyezés |
| Versenyző   | Versenyszám    | Idő      | Hely.    | Össz.    | Típus   | Idő     | Hely.   | Helyezés |
| ----------- | -------------- | -------- | -------- | -------- | ------- | ------- | ------- | -------- |
| Wi Jin Yeo  | 50 m gyors     | 25,29    | 6.       | 56.      | kiesett | kiesett | kiesett | kiesett  |
| Wi Jin Yeo  | 100 m gyors    | 54,44    | 6.       | 56.      | kiesett | kiesett | kiesett | kiesett  |
| Wi Jin Yeo  | 200 m gyors    | 1:57,80  | 3.       | 39.      | kiesett | kiesett | kiesett | kiesett  |
| Wi Jin Yeo  | 400 m gyors    | 4:13,45  | 8.       | 43.      | kiesett | kiesett | kiesett | kiesett  |
| V Meng Tan  | 200 m hát      | 2:11,36  | 1.       | 38.      | kiesett | kiesett | kiesett | kiesett  |
| V Meng Tan  | 100 m pillangó | 58,21    | 4.       | 51.      | kiesett | kiesett | kiesett | kiesett  |
| V Meng Tan  | 200 m pillangó | 2:06,41  | 2.       | 37.      | kiesett | kiesett | kiesett | kiesett  |
| V Meng Tan  | 200 m vegyes   | 2:11,14  | 5.       | 40.      | kiesett | kiesett | kiesett | kiesett  |
| Mun Kit Koh | 200 m vegyes   | 2:07,16  | 5.       | 31.      | kiesett | kiesett | kiesett | kiesett  |
| Mun Kit Koh | 400 m vegyes   | 4:28,95  | 1.       | 21.      | kiesett | kiesett | kiesett | kiesett  |
| Mun Kit Koh | 200 m mell     | 2:21,87  | 3.       | 32.      | kiesett | kiesett | kiesett | kiesett  |

Női
| Versenyző    | Versenyszám    | Előfutam         | Előfutam         | Előfutam         | Döntő   | Döntő   | Döntő   | Helyezés |
| Versenyző    | Versenyszám    | Idő              | Hely.            | Össz.            | Típus   | Idő     | Hely.   | Helyezés |
| ------------ | -------------- | ---------------- | ---------------- | ---------------- | ------- | ------- | ------- | -------- |
| Wei Ling Yeo | 50 m gyors     | 27,36            | 1.               | 34.*             | kiesett | kiesett | kiesett | kiesett  |
| Wei Ling Yeo | 100 m gyors    | 58,93            | 1.               | 33.              | kiesett | kiesett | kiesett | kiesett  |
| Wei Ling Yeo | 200 m gyors    | 2:07,09          | 4.               | 28.              | kiesett | kiesett | kiesett | kiesett  |
| Wei Ling Yeo | 400 m gyors    | 4:29,76          | 2.               | 28.              | kiesett | kiesett | kiesett | kiesett  |
| Wei Ling Yeo | 100 m pillangó | 1:03,82          | 1.               | 31.              | kiesett | kiesett | kiesett | kiesett  |
| Wei Ling Yeo | 200 m vegyes   | 2:25,32          | 5.               | 33.              | kiesett | kiesett | kiesett | kiesett  |
| Yu Fen Ooi   | 200 m vegyes   | 2:27,62          | 7.               | 36.              | kiesett | kiesett | kiesett | kiesett  |
| Yu Fen Ooi   | 400 m vegyes   | 5:08,19          | 7.               | 30.              | kiesett | kiesett | kiesett | kiesett  |
| Yu Fen Ooi   | 50 m gyors     | 28,77            | 6.               | 46.              | kiesett | kiesett | kiesett | kiesett  |
| Yu Fen Ooi   | 200 m gyors    | 2:13,20          | 7.               | 36.              | kiesett | kiesett | kiesett | kiesett  |
| Yu Fen Ooi   | 400 m gyors    | 4:37,77          | 4.               | 32.              | kiesett | kiesett | kiesett | kiesett  |
| Yu Fen Ooi   | 800 m gyors    | nem állt rajthoz | nem állt rajthoz | nem állt rajthoz | kiesett | kiesett | kiesett | kiesett  |
| Yu Fen Ooi   | 100 m pillangó | 1:04,14          | 2.               | 34.              | kiesett | kiesett | kiesett | kiesett  |
| Yu Fen Ooi   | 200 m pillangó | 2:26,97          | 5.               | 32.              | kiesett | kiesett | kiesett | kiesett  |

* - egy másik versenyzővel azonos időt ért el

## Vitorlázás
Férfi
| Versenyző                    | Versenyszám    | Futam | Futam | Futam   | Futam | Futam | Futam | Futam | Pontszám | Helyezés |
| Versenyző                    | Versenyszám    | 1     | 2     | 3       | 4     | 5     | 6     | 7     | Pontszám | Helyezés |
| ---------------------------- | -------------- | ----- | ----- | ------- | ----- | ----- | ----- | ----- | -------- | -------- |
| Siew Shaw Her Chan Khun Sing | 470-es osztály | 30,0  | 36,0  | (44,0*) | 41,0  | 17,0  | 26,0  | 42,0  | 192,0    | 34.      |

* - kizárták

## Vívás
Férfi
| Versenyző      | Versenyszám       | Csoportkör | Csoportkör | Selejtező                          | 32-es főtábla     | Egyenes ág a negyeddöntőért | Egyenes ág a negyeddöntőért | Vigaszág a negyeddöntőért | Vigaszág a negyeddöntőért | Vigaszág a negyeddöntőért | Vigaszág a negyeddöntőért | Negyeddöntő       | Elődöntő          | Döntő             | Helyezés |
| Versenyző      | Versenyszám       | Csoportkör | Csoportkör | Selejtező                          | 32-es főtábla     | 1. kör                      | 2. kör                      | 1. kör                    | 2. kör                    | 3. kör                    | 4. kör                    | Negyeddöntő       | Elődöntő          | Döntő             | Helyezés |
| Versenyző      | Versenyszám       | Ellenfél Eredmény | Hely.      | Ellenfél Eredmény                  | Ellenfél Eredmény | Ellenfél Eredmény           | Ellenfél Eredmény           | Ellenfél Eredmény         | Ellenfél Eredmény         | Ellenfél Eredmény         | Ellenfél Eredmény         | Ellenfél Eredmény | Ellenfél Eredmény | Ellenfél Eredmény | Helyezés |
| -------------- | ----------------- | --- | ---------- | ---------------------------------- | ----------------- | --------------------------- | --------------------------- | ------------------------- | ------------------------- | ------------------------- | ------------------------- | ----------------- | ----------------- | ----------------- | -------- |
| Wong Liang Hun | Tőr, egyéni       | 3. csoport · Érsek Zsolt (HUN) · 3-5 · Jonathan Davis (GBR) · 2-5 · Udo Wagner (GER) · 3-5 · Anatol Richter (AUT) · 2-5 · Eric Bravin (USA) · 1-5 · Enzo da Ponte (PAR) · 4-5                   | 7.         | kiesett                            | kiesett           | kiesett                     | kiesett                     | kiesett                   | kiesett                   | kiesett                   | kiesett                   | kiesett           | kiesett           | kiesett           | 57.      |
| Tan Kim Huat   | Tőr, egyéni       | 1. csoport · Je Csung (Ye Chong) (CHN) · 1-5 · Thorsten Weidner (GER) · 2-5 · Vjacseszlav Grigorjev (EUN) · 1-5 · Michael Marx (USA) · 0-5 · Kim Jongho (KOR) · 2-5 · Walter Torres (PHI) · 1-5 | 7.         | kiesett                            | kiesett           | kiesett                     | kiesett                     | kiesett                   | kiesett                   | kiesett                   | kiesett                   | kiesett           | kiesett           | kiesett           | 58.      |
| Wong Liang Hun | Párbajtőr, egyéni | 10. csoport · Thomas Lundblad (SWE) · 2-5 · Arnd Schmitt (GER) · 1-5 · Rafael di Tella (ARG) · 4-5 · Pavel Kolobkov (EUN) · 5-2 · Viktor Zuikov (EST) · 5-3 · Rui Frazão (POR) · 1-5            | 6.         | Maurizio Randazzo (ITA) · 2-5, 3-5 | kiesett           | kiesett                     | kiesett                     | kiesett                   | kiesett                   | kiesett                   | kiesett                   | kiesett           | kiesett           | kiesett           | 50.      |
| Tan Kim Huat   | Párbajtőr, egyéni | 9. csoport · Kovács Iván (HUN) · 1-5 · Kaido Kaaberma (EST) · 3-5 · Robert Davidson (AUS) · 1-5 · Csang Theszok (KOR) · 1-5 · Jon Normile (USA) · 0-5 · Witold Gadomski (POL) · 5-4             | 7.         | kiesett                            | kiesett           | kiesett                     | kiesett                     | kiesett                   | kiesett                   | kiesett                   | kiesett                   | kiesett           | kiesett           | kiesett           | 65.      |